# Cầu Bến Mới
Cầu Bến Mới nằm tại vị trí km 111+500 trên quốc lộ 38B, bắc qua sông Đáy, thuộc tỉnh Ninh Bình. Đầu cầu phía đông bắc thuộc xã  (Ý Yên, đầu cầu phía nam thuộc phường Hoa Lư. Dọc sông Đáy từ cầu Gián Khuất (Đoan Vĩ) xuống cửa biển, các cầu tiếp theo qua sông Đáy đã có đến năm 2025 lần lượt là: cầu Bến Mới, cầu Non Nước, cầu Ninh Bình, cầu Nam Bình, cầu Sông Đáy, cầu Cồn Thoi.

## Thông số
Tổng chiều dài tuyến là hơn 3,2 km, trong đó chiều dài cầu chính là 648m (tính đến đuôi mố cầu) được đầu tư quy mô 2 làn xe cơ giới. Phần đường dẫn phía Đông dài khoảng 890m, phía Nam dài khoảng 1.660m. Thiết kế đường cấp IV đồng bằng, mặt cắt ngang nền đường 9m, mặt đường 8m. Với tổng mức đầu tư là hơn 360 tỷ đồng. Công trình sau khi hoàn thành sẽ kết nối hoàn chỉnh quốc lộ 38B, mở rộng không gian phát triển đô thị khu vực trung tâm tỉnh Ninh Bình ra phía Đông Bắc.

## Quá trình xây dựng
Công trình xây dựng cầu Bến Mới là cây cầu lớn nhất thuộc Dự án cải tạo cầu yếu và cầu kết nối trên các quốc lộ (giai đoạn 1), sử dụng nguồn vốn vay ưu đãi của Quỹ Hợp tác và Phát triển kinh tế của Chính phủ Hàn Quốc. Công trình do Ban quản lý dự án 2, Bộ Giao thông Vận tải làm chủ đầu tư. Qua đó liên danh Lsung Construction Co., Ltd (Hàn Quốc) - Tổng công ty Thăng Long là nhà thầu thi công.